# سیهات
شهر سیهات (به عربی: سیهات) در استان شرقی در کشور عربستان واقع شده‌است. جمعیت این شهر ۶۶٫۰۳۸ نفر است.
اکثر ساکنان آن شیعه هستند